# Морские петушки
Морские петушки (лат. Alectrias) — род морских лучепёрых рыб из семейства стихеевых (Stichaeidae). Распространены на северо-западе Тихого океана. Длина тела от 6,6 см (Alectrias markevichi) до 10 см (Alectrias cirratus). Морские придонные рыбы. Обитают в прибрежных водах на глубине от 0 до 100 м. Ведут одиночный образ жизни. Безвредны для человека, не являются объектами промысла. Их охранный статус не определён.

## Классификация
В роде Alectrias 6 видов:
- Alectrias alectrolophus (Pallas, 1814)
- Alectrias benjamini Jordan & Snyder, 1902 — Зеленобрюхий морский петушок
- Alectrias cirratus (Lindberg, 1938)
- Alectrias gallinus (Lindberg, 1938)
- Alectrias markevichi Sheiko, 2012
- Alectrias mutsuensis Shiogaki, 1985